# M規格
M規格 (エムきかく) は、家庭用ビデオテープ規格であるVHSのコンポーネントを活用して松下電器 (現：パナソニック) が米RCAと共同開発したアナログコンポーネント記録の放送業務 (ニュース取材) 用カセット式VTR。1981年にMビジョンのブランド名で発売された。

## 概説
1980年ごろのビデオカメラを使用したニュース取材 (ENG) では、カメラとVTRとが分離式であるためフィルム利用と比べて機動性が落ち、人件費がかさむだけでなく、当時主流であったU規格では多数回のダビングに耐えられない問題が存在した。これらの問題を解決すべく、カメラとVTRとを一体型としたカムコーダ型とし、輝度信号 (Y) と 色差信号 (I, Q) とを分離記録するコンポーネント記録方式を採用した。
この規格には池上通信機と日立電子 (現: 日立国際電子) が賛同した。しかし、直後にソニーから同コンセプトのベータカムが発売になると販売は伸び悩み、多くの放送局で採用されることはなかった。その後松下電器では、1985年にメタルテープを採用した後継規格のMIIを開発・発売することになるが、当規格との互換性はない。

## 技術諸元
- 記録方式: 回転4ヘッド ヘリカルスキャンアジマス方式 スタガー形2チャネルパラレル記録
- ヘッドドラム径: 62mm
- テープスピード: 204.537mm/s ±0.2% (VHSの6倍)
- カセットサイズ: VHSと同一 (W188×H25×D104)
- トラック幅
  - 輝度信号 (Y): 175μm
  - 色差信号 (I, Q): 65μm FM周波数多重
  - トラックピッチ: 282μm
  - 音声信号: 0.7mm×2ch